# Ricarda Langová
Ricarda Langová (nepřechýleně Lang, * 17. ledna 1994 Filderstadt) je německá politička, členka strany Svaz 90/Zelení a poslankyně Německého spolkového sněmu. Stala se mluvčí strany pro otázky politiky pro ženy. Mezi únorem 2022 a listopadem 2024 byla spolupředsedkyní strany společně s Omidem Nouripourem. Oba byli ve svých funkcích potvrzeni na sjezdu strany v listopadu 2023 v Karlsruhe.

## Život
Ricarda Langová vyrostla v Nürtingenu jako dcera matky samoživitelky, která pracovala v tzv. domě pro ženy. Otec Eckhart Dietz (1933–2019) byl sochařem. Žil ve městě Schwäbisch Gmünd, které se stalo jejím volebním obvodem v rámci poslaneckého mandátu.
Po maturitě na gymnáziu v Nürtingenu, pojmenovaném po básníkovi Friedrichu Hölderlinovi, se v roce 2012 zapsala na studium práv na Univerzitě v Heidelbergu, později pak na Humboldtově Univerzitě v Berlíně. Studium však v roce 2019 přerušila, nakonec nedokončila a začala se věnovat politice.
V září 2021 se sama označila jako „první otevřeně bisexuální členka Německého spolkového sněmu”.
V březnu 2023 oznámila zasnoubení s 30letým matematikem Florianem Wilschem, který byl předtím již pět a půl roku jejím partnerem. Časopisu Bunte řekla v srpnu 2023, že ráda jezdí vlakem z Berlína do Hannoveru, kde bydlí její snoubenec. Sňatek nepovažuje za staromódní. I když ona a Wilsch zatím neplánují mít spolu dítě, považuje politička skloubení mateřství a vrcholového politického postu za možné.